# Weihersberg (Trabitz)
Weihersberg ist ein Ortsteil der Gemeinde Trabitz im oberpfälzischen Landkreis Neustadt an der Waldnaab (Bayern). 

## Geographie
Das Kirchdorf liegt etwa 2,5 km südöstlich des Hauptortes. Am Ortsrand führt die Kreisstraße NEW 5 vorbei.

## Geschichte
Die Familie Hirschberg hatte von 1625 bis in das 19. Jahrhundert das Landsassengut in Weihersberg in ihrem Besitz.  Die Landgemeinde Weihersberg  wurde 1818 durch das Gemeindeedikt in Bayern errichtet. Am 1. Januar 1975 wurde die Gemeinde Weihersberg nach Preißach eingegliedert. Am 20. Oktober 1978 wurde Preißach nach dem Ortsteil Trabitz umbenannt, in dem schon seit 1962 die Gemeindeverwaltung ihren Sitz hat.

## Sehenswürdigkeiten
- Schloss Weihersberg, dreigeschossiger Satteldachbau mit achteckigem Treppenturm, im Kern 16. Jahrhundert
- Kapelle Hl. Franz von Paola[2]